# Pálos Hanna
Pálos Hanna (Budapest, 1986. március 7. –) Junior Prima díjas magyar színésznő.

## Életpályája
Gimnazista korában eldöntötte, hogy színésznő lesz. Két évet töltött a Kaposvári Egyetemen, színművész hallgatóként, ahol elégedetlen volt az oktatással, ezért utána egy évet Berlinben dolgozott. 2008–2012 között a Színház- és Filmművészeti Egyetem hallgatója, ahol osztályfőnöke Máté Gábor és Dömötör András volt. 2012-től a Katona József Színház tagja, mellette a 011-Alkotócsoport előadásaiban is szerepel.

## Magánélete
Édesapja Pálos György, operatőr-rendező. Jordán Adél és Keresztes Tamás gyermekének, Andornak a keresztanyja. 2018-ban született meg közös gyermekük Kovács D. Dániel rendezővel. Testvére, Pálos Gergely operatőr.

## Színházi szerepei
A Színházi adattárban harminckilenc bemutatóját regisztrálták.
- Túl a Maszat-hegyen színész (2009)
- A szerelem diadala (2010)
- Cigányok (2010)
- Félelem és macskajaj a Harmadik Birodalomban (2010)
- A Gondnokság - színházi sitcom (2011)
- Egy kis Marivó/Berenice (2011)
- A Mi osztályunk (2011)
- Anamnesis (2012)
- A nyaralás (2013)
- Illaberek (2013)
- A nép ellensége (2013)
- Fényevők (2014)
- Garzonpánik
- M/S (2014)
- Cukor Kreml (2015)
- Kurázsi mama és gyermekei (2015)
- Oszlopos Simeon (2015)
- Ahogy tetszik (2016)
- Minden jó, ha vége jó (2016)
- Lélegezz (2017)
- Nem vagyunk mi barbárok (2017)

## Filmjei, sorozatai
- Drága örökösök (2019)
- Drakulics elvtárs (magyar vígjáték, 2018)
- Budapest Noir (2017)
- Hetedik alabárdos (2017)
- Fagyott május (magyar horror, 2017)
- Csak színház és más semmi (magyar tévéfilm sorozat, 2016)
- Az éjszakám a nappalod  (magyar fekete komédia, 2014)
- Swing (2014)
- Munkaügyek (2014)
- Isteni műszak  (magyar vígjáték, 2013)
- Koreszmék és táborok (magyar dokumentumfilm, 2007)

## Díjai, elismerései
- Legjobb mellékszereplő (A nyaralás), megosztva Jordán Adéllal – Vidor Fesztivál (2013)
- Junior Prima díj (2015)
- Máthé Erzsi-díj (2015)
- Vastaps-díj, A legjobb női főszereplő (Lélegezz – 2017)